# Ingesloten
Ingesloten is een hoorspel van Theodor Weißenborn. E-Schock und Neuroleptika werd op 21 juli 1977 door de Hessischer Rundfunk uitgezonden. Mariële Geraerds-Meyer vertaalde het en de TROS zond het uit op zaterdag 5 mei 1979. De regisseur was Harry Bronk. Het hoorspel duurde 52 minuten.

## Rolbezetting
- Manon Alving (mevrouw Textor)

## Inhoud
In de 60'er en 70'er jaren ontstond een anti-psychiatrische reformbeweging, die zich tegen dwangmaatregelen en langdurige opsluiting van psychisch zieken keerde, zoals de traditionele psychiatrie die beoefende. In plaats daarvan eiste ze een humane democratische psychiatrie die de maatschappelijke invloeden als wezenlijk ziekmakend diagnosticeerde. In deze tijd valt ook het ontstaan van de psychiatrische hoorspelen von Theodor Weißenborn.